# Dąbrówka (powiat poznański)
Dąbrówka – wieś sołecka w Polsce położona w województwie wielkopolskim, w powiecie poznańskim, w gminie Dopiewo. 
Przez Dąbrówkę przepływa rzeka Wirynka.

## Historia
Gród w Dąbrówce został wzniesiony w połowie IX w. przez plemię słowiańskie. Ślady osadnictwa w dolinie rzeki Wirynki pochodzą z VIII w. Badania archeologiczne z lat 2016–2019 pozwoliły określić wiek grodu, a także: układ budynków na terenie placu, budowę wałów, szerokość fosy. Gród w Dąbrówce okazał się być starszy od Poznania. Miał kształt wydłużonego pięcioboku. Mierzył 65 m w osi północ-południe i 90 m w osi wschód-zachód. Brama znajdowała się od strony północnej. Usytuowana była pod kątem w stosunku do osi wału, by ewentualny atak skierować w stronę zachodnią. Wały grodu miały wysokość 5–6 m i były szerokie u podstawy na 12–15 m. Zbudowano je z ziemi pochodzącej z wykopu pod fosę, drewna z dębów i grabów, gliny oraz marglu. Rozpościerał się z nich widok na okoliczne łąki i rozlewiska. Wały otaczała fosa, która miała szerokość od 4,5 m do 5,6 m i głębokość około 1 m. Zasilała ją woda z pobliskiej rzeki Wirynki lub jej rozlewiska. Kres funkcjonowania grodu oraz przyległych osad to przełom 1. i 2. ćwierci X w. lub 2. ćwierć X w.
We wsi zachował się zabytkowy zespół pałacowy rodziny von Tempelhoff składający się z pałacu (ok. 1880 r., obecnie szkoła podstawowa), parku (4,8 ha, rozplanowany ok. 1800, ze stawem w ciągu rzeczki Wirenki, mauzoleum grobowym von Tempelhoff, alejami i pomnikowymi drzewami) oraz zabudowań gospodarczych (obecnie spółdzielnia rolnicza).
Działająca w pałacu od 1945 r. szkoła podstawowa nosi imię Kazimierza Nowaka, które otrzymała 15 maja 2013 r. W budynku szkoły znajduje się kącik pamięci patrona.
W latach 1975–1998 miejscowość należała administracyjnie do województwa poznańskiego.
1 sierpnia 2012 r. w Dąbrówce powstała nowa parafia pw. św. Urszuli Ledóchowskiej. Na jej potrzeby wybudowano kościół i plebanię (ul. Malinowa 50). Parafia powstała w wyniku podziału parafii NMP Królowej Korony Polskiej w Zakrzewie.
W 2012 r. przy ulicy Malinowej 41 otwarto nową Szkołę Podstawową im. Kawalerów Orderu Uśmiechu w Dąbrówce. 24 lutego 2017 r. miało miejsce otwarcie „drugiego skrzydła” szkoły. Od drugiego semestru placówka powiększyła się w ten sposób o 14 sal lekcyjnych, salę gimnastyczną ze ścianką wspinaczkową i trybunami, boiska, bieżnie, parkingi, dziedzińce oraz place zabaw.

## Zabytki
- Poniemiecki pałac z 4. ćwierci XIX w.
- Park pałacowy z początku XIX w.[10]

Pozostałości wałów wczesnośredniowiecznego grodu były widoczne do lat 70. XX w., kiedy to Rolnicza Spółdzielnia Produkcyjna w Dąbrówce splantowała teren.

## Transport

### Transport drogowy
Na terenie wsi znajduje się węzeł drogi ekspresowej S11 Poznań Dąbrówka. W tym miejscu z S11 krzyżuje się główna ulica Dąbrówki – Poznańska. S11 umożliwia również dojazd do autostrady A2 – odcinek między węzłem Poznań Dąbrówka, a węzłem Poznań Zachód, umożliwiającym wjazd na A2 ma długość 6 km. 
W dniu 25 lipca 2022 rozpoczęła się przebudowa skrzyżowania ulicy Poznańskiej z Długą (ulica prowadząca do Zakrzewa), w ramach której powstało w tym miejscu rondo. 
W dniu 27 lipca 2024 rozpoczęła się rozbudowa ulicy Poznańskiej (droga powiatowa nr 2401P). Remont dotyczy odcinka o długości 800 m – od skrzyżowania z ulicą Słoneczną do pierwszego skrzyżowania z ulicą Kolejową i obejmuje m.in.:
- budowę kanalizacji deszczowej;
- budowę oświetlenia drogowego;
- zmianę nawierzchni jezdni;
- poszerzenie jezdni;
- budowę zatok autobusowych i wiat przystankowych (przystanek Dąbrówka/Parkowa);
- budowę chodników i drogi dla rowerów;
- budowę zjazdów;
- budowę ronda w miejscu skrzyżowania z ulicami Lipową i Komornicką.

Przebudowę ukończono 29 maja 2025.
Dalsze plany dotyczące ulicy Poznańskiej obejmują przebudowę fragmentu od skrzyżowania z ulicą Kolejową do torów kolejowych. Na tym odcinku ulica również zostałaby poszerzona oraz zostałoby wybudowane rondo w miejscu drugiego skrzyżowania z Kolejową oraz z Malinową.
Jedną z przyczyn opisanych powyżej remontów ulicy Poznańskiej jest nadmierne natężenie ruchu samochodowego w godzinach szczytu. Również z tego powodu władze gminy szukają możliwości wybudowania alternatywnych dróg wyjazdowych z Dąbrówki. Jedną z propozycji jest budowa drogi wzdłuż torów od ulicy Kolejowej do ulicy Widok a następnie pod drogą ekspresową S11 i wzdłuż niej do ronda przy węźle S11 Poznań Dąbrówka i stacji paliw Cel. Z powodu planów budowy tejże ulicy w 2023 roku rozebrano dwa pustostany, które stały w okolicy dworca kolejowego, na trasie planowanej drogi.

### Transport kolejowy
Znajduje się tutaj stacja kolejowa Palędzie, na której większość połączeń obsługiwana jest w ramach Poznańskiej Kolei Metropolitalnej (PKM 2) przez Koleje Wielkopolskie. Pozostałe połączenia obsługiwane są przez Polregio. 

### Transport autobusowy
Przez wieś przejeżdżają linie autobusowe 257 (linia nocna), 727 oraz 729 obsługiwane przez ZTM Poznań. Jeżdżą tu również całkowicie darmowe autobusy gminne linii 795, 796, 797 oraz 799. We wsi znajduje się pięć przystanków autobusowych (Dąbrówka/Las, Dąbrówka/Parkowa, Dąbrówka/Kasztanowa, Dąbrówka/Szkoła oraz Palędzie/Dworzec Kolejowy). Znajdują się one w strefie taryfowej C.